# Antal Margit
Antal Margit (Csíkkarcfalva, 1968. június 20. –) erdélyi magyar informatikus, egyetemi oktató.

## Életpályája
Csíkszeredában érettségizett 1986-ban. A Babeș–Bolyai Tudományegyetemen végzett informatika szakot 1991-ben. Két évig informatikát tanított a marosvásárhelyi Bolyai Farkas Líceumban, majd tanársegéd (1993), adjunktus (1999) a marosvásárhelyi Petru Maior Egyetemen, 2003-tól pedig a Sapientia Erdélyi Magyar Tudományegyetem marosvásárhelyi karán. 2016-tól docens. 2006-ban védte meg a doktori disszertációját a kolozsvári Műszaki Egyetemen Contributions to Speech and Speaker Recognition címmel.

## Munkássága
Kutatási területei: hangfeldolgozás, hangfelismerés, intelligens oktatási rendszerek, adaptív tesztrendszerek.

### Könyvei
- Antal Margit: Java alapú webtechnológiák, Scientia Kiadó, Kolozsvár, 2009.
- Antal Margit: Objektumorientált programozás, Scientia Kiadó, Kolozsvár, 2007.
- Antal Margit: Fejlett programozási technikák, Scientia Kiadó, Kolozsvár, 2006.
- Antal Margit: Metode şi tehnici de programare. Culegere de probleme. Ed. Univ. Tehnice Tg. Mureş, 1995. Marosvásárhely.

### Válogatott cikkei
- Margit Antal, Szabolcs Koncz: Student modeling for a web-based self-assessment system, Expert Systems with Applications, 38 (6), (2011) pp. 6492–6497.
- Margit Antal, Szabolcs Koncz: Learning behaviors measured by a web-based self-assessment system, Journal of Educational Sciences and Psychology, Vol. I (LXIII), No. 1, (2011), 51–56.
- Margit Antal, Levente Erős, Attila Imre: Computerized adaptive testing: implementation issues, Acta Univ. Sapentiae, Informatica, vol. 2, no. 2, (2010), pp. 168–183.
- Margit Antal: Toward a Simple Phoneme Based Speech Recognition System, Studia Informatica, vol. 52. no. 2, (2007), pp. 33–48.
- Margit Antal, G. Toderean: Broad Phonetic Classes Expressing Speaker Individuality, Studia Informatica, vol. 51, no. 1, (2006) pp. 49–58.
- Margit Antal: Speaker Independent Phoneme Classification in Continuous Speech, Studia Univ. Babeș-Bolyai Informatica, vol. 49, no. 2, (2004) pp. 55–64.
- M. Antal, A. Soós , Unsupervised Classification for Designing Speaker Identification Systems, Studia Universitatis Babeș-Bolyai Mathematica, vol. 49, no.1, (2004) pp. 3–14.
- M. Antal, G. Toderean: Speaker Recognition and broad Phonetic Groups, Proceedings of the 24th IASTED International Multi-Conference Signal Processing, Pattern Recognition, and Applications, February 15–17, 2006, Innsbruck, Austria, pp. 155–159.